# Рувін Ерліх
Рувін Ерліх (нім. Ruwin Erlich 1901, Ковель — 1969) — аргентинський піаніст і музичний педагог єврейського походження.
Навчався в Варшаві й Одесі, в тому числі у Юзефа Слівінського і Лео Сироти. 
У 1926–1938 рр. працював асистентом у Віденській консерваторії, співпрацюючи з Арнольдом Шенбергом, Альбаном Бергом і Антоном Веберном, виконував їх твори. Після аншлюсу в 1938 р. емігрував до Аргентини, приєднавшись до групи музикантів «Оновлення», яку створив Хуан Хосе Кастро, і яка була націлена на виконання і пропаганду новітньої музики. Також Рувін Ерліх займався педагогічною діяльністю в Росаріо і Буенос-Айресі, зокрема серед його учнів Хосе Альберто Каплан і Альчідес Ланца.
Його дружиною була піаністка Амелія Оліва (Amelia Oliva de Erlich); їхній син Алехандро Ерліх Оліва (народився у 1948 р.) — контрабасист і музичний педагог, який проживає й працює в Португалії.